# ديفيد غورملي
ديفيد غورملي (بالإنجليزية: David Gormley)‏ هو لاعب كرة قدم بريطاني، ولد في 10 مايو 1988 في غلاسكو في المملكة المتحدة. لعب مع نادي آير يونايتد ونادي ألبيون روفرز.

## وصلات خارجية
- ديفيد غورملي على موقع قاعدة بيانات كرة القدم.إي يو (الإنجليزية)
- ديفيد غورملي على موقع Soccerbase.com (لاعب) (الإنجليزية)
- ديفيد غورملي على موقع Soccerbase.com (لاعب) (الإنجليزية)